# Musaranya de Gray
La musaranya de Gray (Crocidura grayi) és una espècie de musaranya endèmica de les Filipines. La desforestació li ha afectat, ja que s'ha perdut bosc en benefici de l'agricultura, l'extracció de fusta i els assentaments humans.